# 有馬休八
有馬 休八（ありま きゅうはち）は幕末の薩摩藩士。海軍大主計兼提督府大主典。

## 略歴
上荒田の白石家次男休八として出生。後に御小姓与有馬家の養子となり、海軍省出仕後は純清と名乗る。川村純義の従兄弟。
- 文久2年4月23日　寺田屋事件に伴い帰国謹慎となるが、同年10月14日に謹慎[1]を解かれる。
- 文久3年　薩英戦争にて天保山（砂揚場）台場の守備にて功あり[2]賞金二両を賜る。戦後中原猶介塾入門、もっぱら砲術を学ぶ[3]。
- 慶應元年 京師救応隊一三封度砲什長。
- 慶應3年12月9日 御台所御門 予備隊 御舂屋内控（王政復古 (日本)）
- 慶應3年12月25日 薩摩藩邸焼討事件にて、実兄の白石弥左衛門（翔凰丸艦長）戦死。
- 慶應4年から明治元年 戊辰戦争において、城下小銃三番隊監軍（隊長篠原冬一郎、監軍千田伝一郎）として従軍。鳥羽伏見、房州、上野、白河、二本松、母成峠、会津と各地を転戦。10月東京へ凱旋。八丈一段を賜る。京都、大阪経由で11月帰鹿。軍功一等。
- 明治5年2月 鹿児島常備隊解散
- 明治5年4月 海軍省八等出仕として採用（造船局営繕掛）。以後休八から純清と名を改める。
- 明治6年7月 任海軍大主計
- 明治6年12月 兼任提督府大主典
- 明治7年3月 叙正七位
- 明治8年5月 鹿児島表製造所会計取締
- 明治9年8月 免本官海軍大主計兼提督府大主典
- 明治10年1月 弾薬掠奪事件（西南戦争）に呼応し、旧免官となった職員ら[4]と共に鹿児島造船所において職工を昼夜使役[5]し、薩軍への弾薬供給を行う。
- 明治10年3月7日14時 官軍磯へ上陸し、鹿児島造船所の製造機器を没収または破壊される。戦後の裁判記録は見つかっていないが、少なくとも位記を剥奪されたことが、贈位内申事蹟書から読み取れる。
- 明治23年11月21日没